# Yudit Kiss
Yudit Kiss (Budapest, 1956), és una economista hongaresa experta en temes de desenvolupament. Des del 1992 ha dut a terme el seu treball des de Ginebra, com a investigadora independent. Ha dut a terme investigacions per a la Universitat de les Nacions Unides, l'Institut Mundial d'Investigació per al Desenvolupament Econòmic (Hèlsinki), l'Organització Internacional del Treball, l'Institut d'Investigació de les Nacions Unides per al Desenvolupament Social i l'Stockholm International Peace Research Institute. És autora de més de setanta articles acadèmics, capítols de llibres i treballs d'investigació, així com de dues monografies sobre temes relacionats amb la transformació post-Guerra Freda dels països de l'Europa de l'Est, amb un èmfasi especial en l'aspecte de la indústria de defensa.